# Onthophagus loveni
Onthophagus loveni är en skalbaggsart som beskrevs av Gillet 1928. Onthophagus loveni ingår i släktet Onthophagus och familjen bladhorningar. Inga underarter finns listade i Catalogue of Life.